# El Riber
El Riber és una masia catalogada com a monument del municipi de Vilanova de Sau (Osona) inclòs en l'Inventari del Patrimoni Arquitectònic Català.

## Descripció
Masia, primitivament de planta quadrada, coberta a dues vessants amb el carener perpendicular a la façana situada a migdia. Està construïda sobre el desnivell del terreny; a la part sud consta de planta baixa i dos pisos, mentre que a la part nord s'accedeix directament al primer pis a través d'un portal rectangular. L'antiga estructura presenta un portal dovellat de gres blanquinós, molt ben picat, segurament importat de la Plana, així com les finestres i els ampits. Adossats a la part sud i allargant l'estructura hi ha un cos de porxos molt amplis, a llevant s'hi afegeix un altre cos cobert per la mateixa vessant que abriga l'edificació.
És construïda en gran part amb granit vermell unit amb fang.

## Història
Antic mas registrat al fogatge de la parròquia de Sant Pere de Castanyadell de l'any 1553, dins el terme civil de Sau. Aleshores habitava el mas un tal Francesch Riber.
En un nomenclàtor del municipi fet l'any 1892 consta que el mas tenia 10 habitants de fet i 8 de dret.
Segons les dades constructives el mas fou reformat i ampliat durant els segles XVII, XVIII i XIX. Actualment continua funcionant com a masia malgrat que els camins que hi menen són bastant dolents.